# Kościół Sant’Anastasia w Weronie
Kościół Sant’Anastasia w Weronie (pol. kościół św. Anastazji w Weronie) – rzymskokatolicki kościół w Weronie, w diecezji Werony. Kościół parafialny parafii św. Piotra z Werony (Parrocchia di San Pietro Da Verona In Santa Anastasia). Najważniejszy gotycki zabytek architektury sakralnej miasta. Zbudowany w zasadniczej części w latach 1290–1481, dzięki funduszom rodu Scaligeri. Odrestaurowany w latach 1878–1881. Fasada pozostaje nieukończona do dziś. We wnętrzu świątyni zachowało się wiele wybitnych dzieł sztuki, z których najsłynniejszym jest fresk Pisanella, Święty Jerzy i księżniczka, utrzymany w stylu gotyku międzynarodowego.

## Historia
Pierwszy kościół pod wezwaniem św. Anastazji znajdował się w mieście w czasach Longobardów w IX wieku i był usytuowany razem z nieistniejącym już kościołem San Remigio na końcu rzymskiej decumanus, przy wejściu na starożytny most Ponte Postumio. Budowa obecnej bazyliki pod wezwaniem św. Piotra Męczennika rozpoczęła się w 1290 roku, kiedy w mieście, z polecenia biskupa Pietro della Scala, osiedlili się dominikanie. Budowę kościoła przez dwa stulecia wspierał ród Scaligeri, dopóki nie przeniósł się do Republiki Weneckiej. Miejsce pod budowę kościoła wybrano w pobliżu Piazza dei Signori, gdzie Scaligeri mieli swoje pałace; kościół przypuszczalnie od początku miał być ich oficjalnym kościołem dworskim.
W 1471 roku kościół został konsekrowany. W kolejnych stuleciach zbudowano nowe ołtarze i kaplice. W 1307 roku kościół otrzymał wezwanie św. Piotra Męczennika, patrona Werony (wspólnie ze św. Zenonem). Jego obecne wezwanie nawiązuje do poprzedniego kościoła św. Anastazji. Sant’Anastasia jest największym kościołem Werony i głównym kościołem rodu Scaligeri oraz innych rodów miasta. Gruntowna renowacja świątyni miała miejsce w latach 1878–1881.

## Architektura

### Wygląd zewnętrzny

#### Fasada

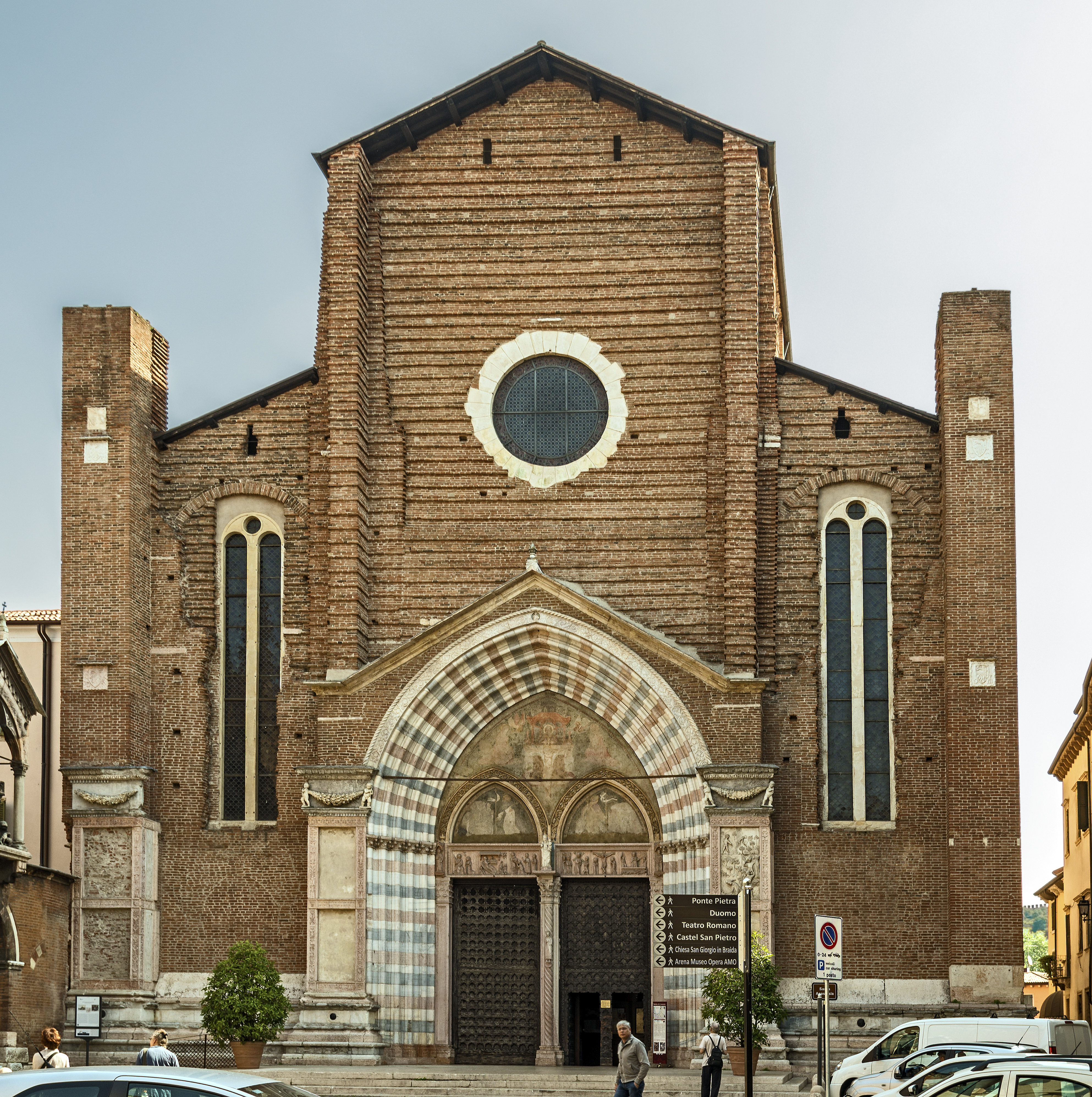
Fasada

Kościół został zbudowany we włoskim stylu gotyckim, jako założenie trzynawowe z transeptem i pięcioma wielokątnymi apsydami. Elewacja nie jest ukończona, chociaż niektóre jej projekty zaprezentowano w 1430 oraz w 1522 roku Obecnie ma ona gotycki portal, natomiast filary pochodzą z epoki renesansu. Górne jej partie pozbawione są okładziny z cegieł. Portal wykonany został z różnobarwnego marmuru, dzięki czemu kontrastuje z ciepłą, ceglaną barwą fasady. Jest jednym z niewielu na terenie Włoch przykładów gotyku z drugiej strony Alp. Ponad drzwiami znajduje się architraw, udekorowany scenami z życia Jezusa. Architraw flankują rzeźby Świętej Anastazji i Świętej Katarzyny. Na kolumnie środkowej, dzielącej portal na dwie części, umieszczona została rzeźba Madonny z Dzieciątkiem. 

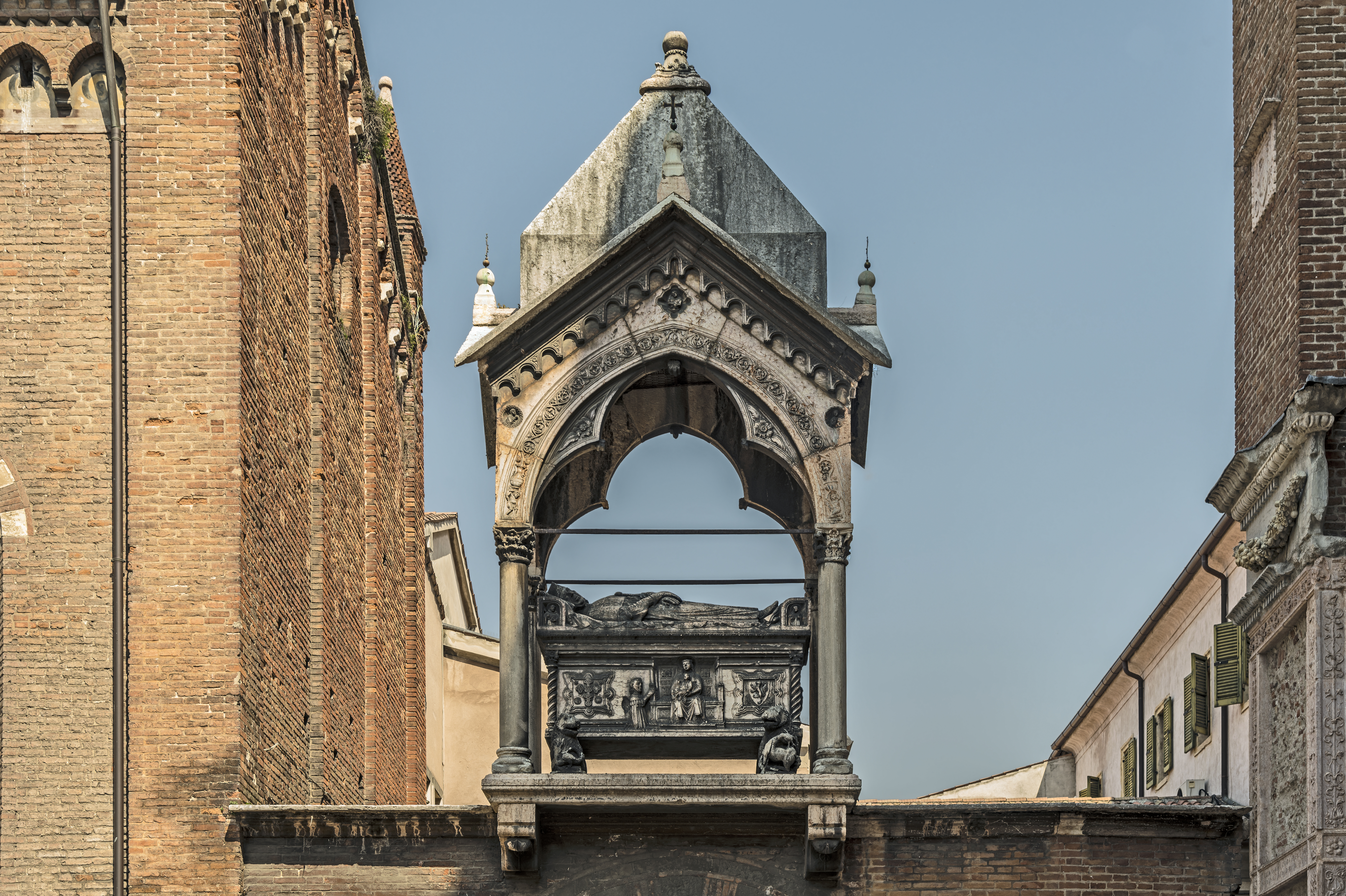
Grobowiec Castelbarco

W tympanonie głównym portalu przedstawiona została Trójca Święta: Bóg Ojciec, siedzący na gotyckiej katedrze, z krucyfiksem między kolanami oraz Duch Święty ukazany jako gołąb unoszący się nad Chrystusem. Kompozycji dopełniają dwa anioły unoszące się nad Trójcą, którą flankują dwie osoby klęczące w adoracji: po prawej prawdopodobnie Święty Józef, a po lewej z pewnością Maryja. W mniejszym tympanonie, nad prawymi drzwiami ukazani zostali mieszkańcy Werony adorujący pod przewodnictwem biskupa Trójcę Świętą, natomiast w tympanonie nad lewymi drzwiami widnieje św. Piotr Męczennik z czarno-białym sztandarem dominikańskim, prowadzący swych braci do adoracji Trójcy Świętej.

#### Grobowiec Guglielmo da Castelbarco
Po lewej stronie fasady znajduje się grobowiec Guglielmo da Castelbarco, który był jednym z głównych darczyńców wspierających budowę pierwotnego kościoła oraz przyjacielem i doradcą Cangrande I della Scala. Grobowiec ten, mający formę arki i tak też określany, jest pierwszym z serii tego typu nagrobków rodu Scaligeri na terenie Werony (arche Scaligere). Charakterystyczna arka przykryta jest baldachimem wspartym na 4 kolumnach, zamkniętych od góry ostrołukiem. Grobowce Scaligerich należą do głównych dzieł sztuki werońskiego gotyku. Cały ich kompleks znajduje się przy kościele Santa Maria Antica.

#### Dzwonnica

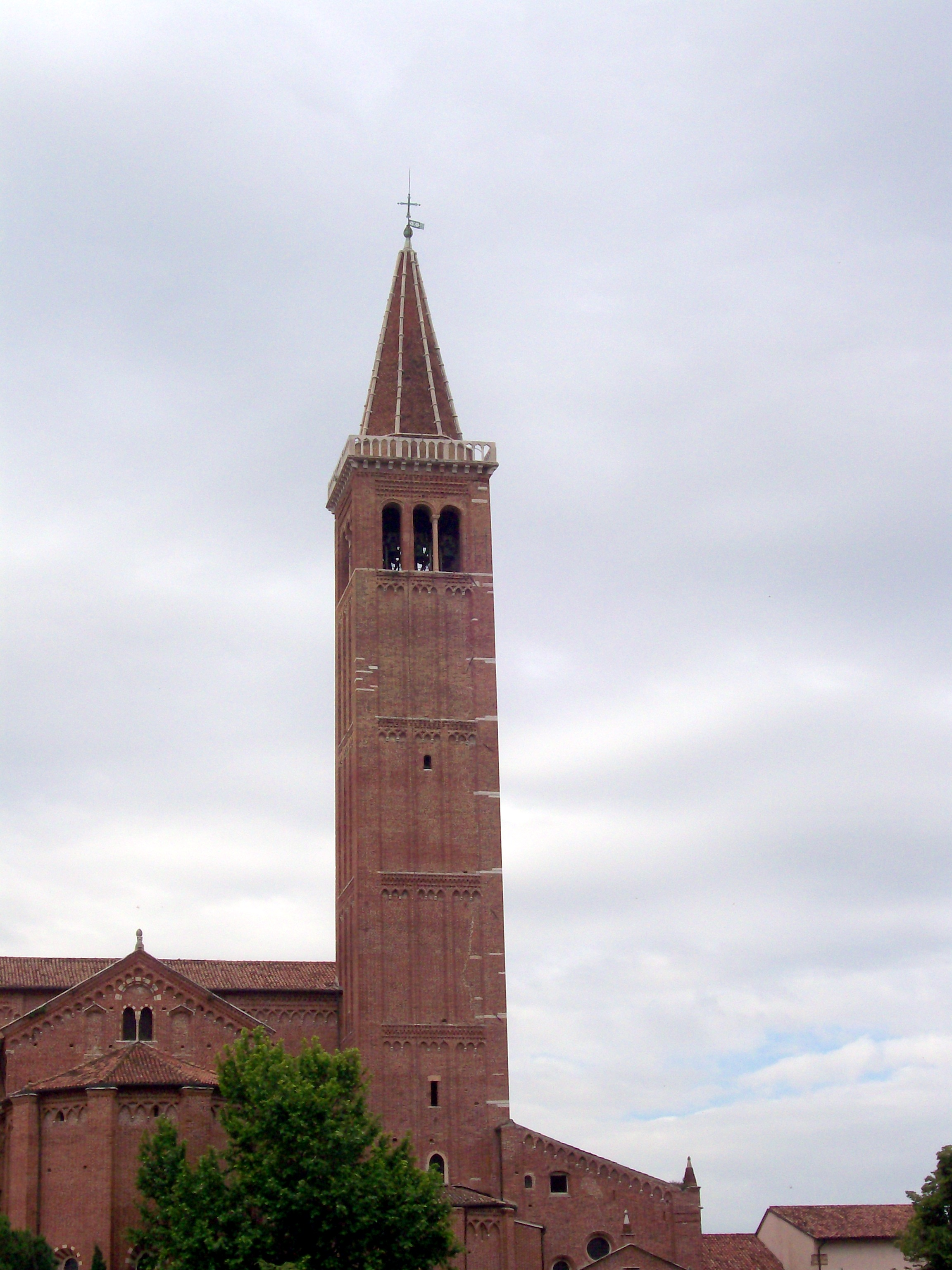
Dzwonnica

Dzwonnica ma 72 m wysokości, a jej podstawa 8 x 8 m. Na jej temat zachowało się niewiele  informacji; została zbudowana przy ostatniej kaplicy po lewej stronie, na wysokości ołtarza głównego. Pomieszczenie z dzwonami ma z każdej strony duże okno w formie triforium; powyżej niego biegnie wokół galeria, zbudowana z niewielkich, cienkich i eleganckich kolumn; z posadzki okolonej galerią wyrasta stożkowy hełm, wieńczący dzwonnicę. Styl dzwonnicy wskazuje na początek XV wieku, jednak nie wyklucza się możliwości, że jej budowa została zapoczątkowana wcześniej. W 1555 oraz w 1661 roku wieża dzwonnicy była restaurowana roku z powodu szkód wywołanych uderzeniem pioruna.

##### Dzwony
Pierwotnie w dzwonnicy znajdowało się 5 dzwonów: 2 z nich (o wadze 700 i 300 kg) zostały odlane w 1460 roku w ludwisarni Gasparino da Vicenza, 2 kolejne (1300 i 500 kg) w 1488 roku w ludwisarni Antonio Geronimo Zeno Michel di Francia, zaś ostatni (100 kg) w 1650 roku w zakładzie Bartolomeo Pesentiego. Dzwon największy został odlany ponownie w latach 1622 (Bracia di Levo) i 1649 (Bartolomeo Pesenti). Dzwon o wadze 500 kg odlano ponownie w 1555 roku (bracia Bonaventurini), a dzwon o wadze 300 kg w 1622 roku (di Levo). W 1821 roku zdecydowano się odlać dzwony ponownie. Nadal było ich 5, a największy z nich ważył 1090 kg i miał średnicę około 125 cm. W 1833 roku z powodu pęknięć dwóch dzwonów odlano je wszystkie po raz kolejny, w ludwisarni Antonia Selegariego. Rezultat nie był zadowalający i w 1839 roku zlecono ludwisarni Luigiego Cavadiniego ponowny odlew dzwonów, które zachowały się do dzisiaj. 13 sierpnia 1839 roku odlano 5 największych dzwonów, a 1840 roku Cavadini odlał szósty dzwon. W 1923 roku odlano 3 małe dzwony. W Wielkanoc 1989 roku największy dzwon urwał się i uległ zniszczeniu, więc odlano go ponownie. Zestaw 9 dzwonów z powodu swego szlachetnego dźwięku i charakterystycznego brzmienia należy do najbardziej cenionych w diecezji Werony.
Aktualny zestaw dzwonów:
| Nr | Rok odlania | Zakład ludwisarski         | Średnica (cm) | Waga (kg) | Wysokość tonu |
| 1  | 1989        | De Poli Vittorio Veneto    | 143           | 1787      | c3            |
| 2  | 1839        | Cavadini Francesco e Luigi | 124           | 1089      | d3            |
| 3  | 1839        | Cavadini Francesco e Luigi | 111           | 785       | e3            |
| 4  | 1839        | Cavadini Francesco e Luigi | 104           | 641       | f3            |
| 5  | 1839        | Cavadini Francesco e Luigi | 91            | 452       | g3            |
| 6  | 1840        | Cavadini Francesco e Luigi | 82            | 313       | a3            |
| 7  | 1923        | Cavadini Achille ed Ettore | 74            | 243       | h3            |
| 8  | 1923        | Cavadini Achille ed Ettore | 67            | 207       | c4            |
| 9  | 1923        | Cavadini Achille ed Ettore | 61            | 142       | d4            |

### Wnętrze

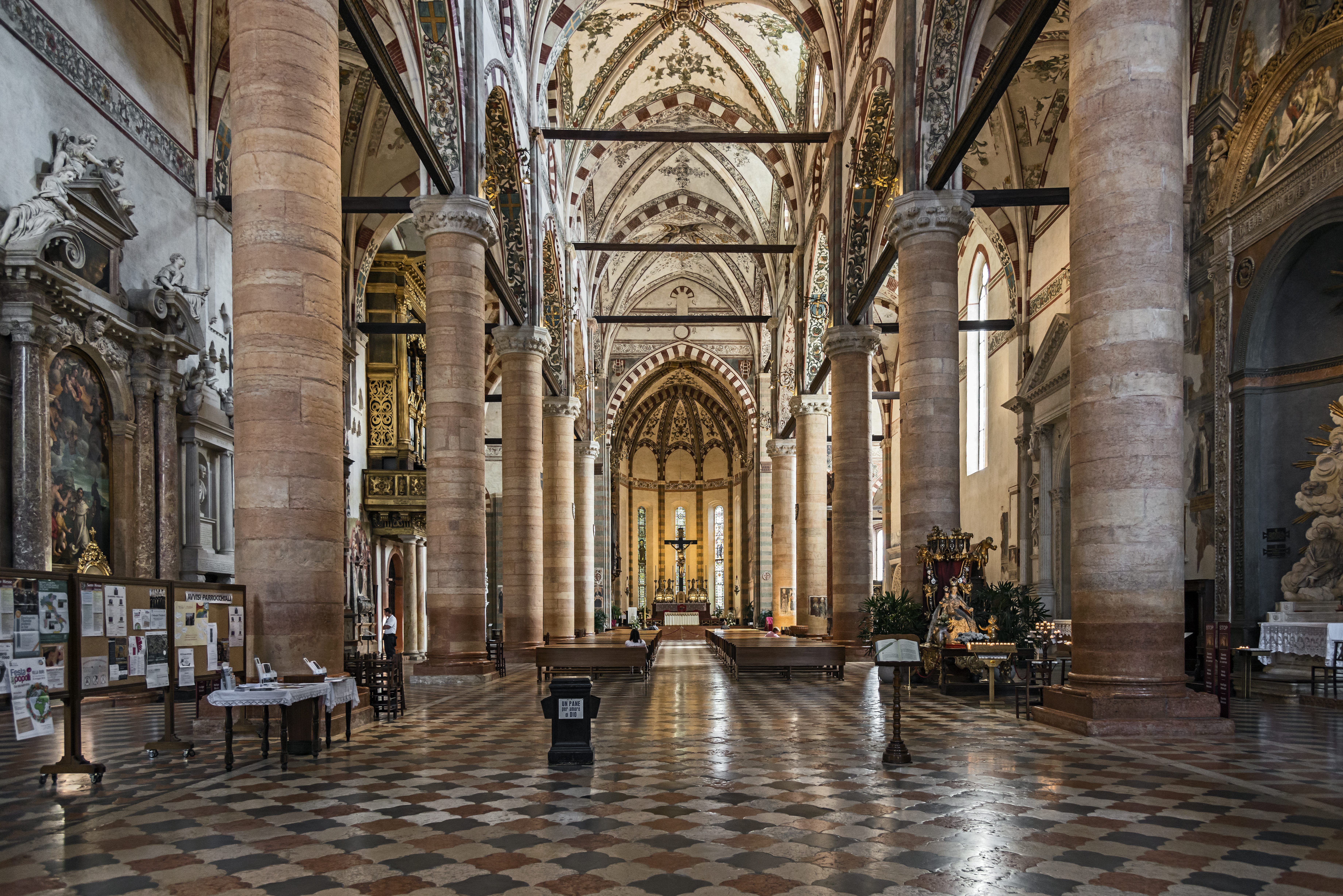
Wnętrze – widok w kierunku prezbiterium

Kościół został zbudowany na planie krzyża łacińskiego. Apsydę otaczają cztery kaplice. Dwanaście wielkich, marmurowych kolumn z gotyckimi kapitelami dzieli wnętrze na trzy nawy oraz transept. Do jego przedniej części dobudowano 4 kaplice; z 3 pozostałych jedna mieści się w jego lewym ramieniu, a 2 ostatnie zostały ulokowane w narożnikach pomiędzy jego tylną częścią a nawami bocznymi. Obszerne wnętrze charakteryzuje się barwną jednorodnością, począwszy od ornamentów roślinnych na sklepieniach do delikatnych barw kolumn i posadzki. Do wystroju wnętrza użyto czerwonego marmuru z Werony, przeplatając go białym marmurem z Istrii i czarnym bazanitem. Przy wejściu do świątyni stoją dwie chrzcielnice, których charakterystyczne trzony maja formę tzw. garbusów (wł. gobbi). Ten z lewej, najstarszy, jest dziełem Gabriele Caliari, ojca Paolo Veronese. Kaplice są bogato dekorowane, dzięki czemu Sant’Anastasia należy do najcenniejszych kościołów w Weronie.

#### Prezbiterium

##### Ołtarz główny
Apsyda została odrestaurowana w latach 50. Witraże w jej oknach pochodzą z 1935 roku i przedstawiają, od lewej: Świętego Tomasza, Świętą Katarzynę ze Sieny, Świętego Piotra Męczennika, Świętą Różę z Limy i Świętego Dominika.
Ołtarz główny poświęcony jest Świętemu Piotrowi Męczennikowi. Duży barokowy ołtarz z tabernakulum został umieszczony w centrum kaplicy 22 marca 1592 roku. Mensę ołtarzową wykonano z jasnożółtego marmuru. Obraz w ołtarzu, pędzla Torellego, przedstawiający Męczeństwo Świętego Piotra, zamknięty w dużej marmurowej oprawie, został przeniesiony i umieszczony w zakrystii nad wewnętrznym portalem, podczas gdy marmurową oprawę przekazano Ojcom Kamilianom od Świętego Juliana dla dekoracji ich ołtarza. Nowa konstrukcja ołtarza głównego w kościele Sant’Anastasia dostosowana została do jego stylu; nowa posadzka oraz przeniesienie chóru wydobyły na światło dzienne starożytne fundamenty pierwotnego ołtarza, na których wspiera się obecny ołtarz. Wokół antycznej mensy biegnie dekoracyjna sztukateria, na której umieszczono napis: „Lapis iste pro anima Bonaventurae”, datowany na koniec XIII wieku.

##### FreskSąd Ostateczny

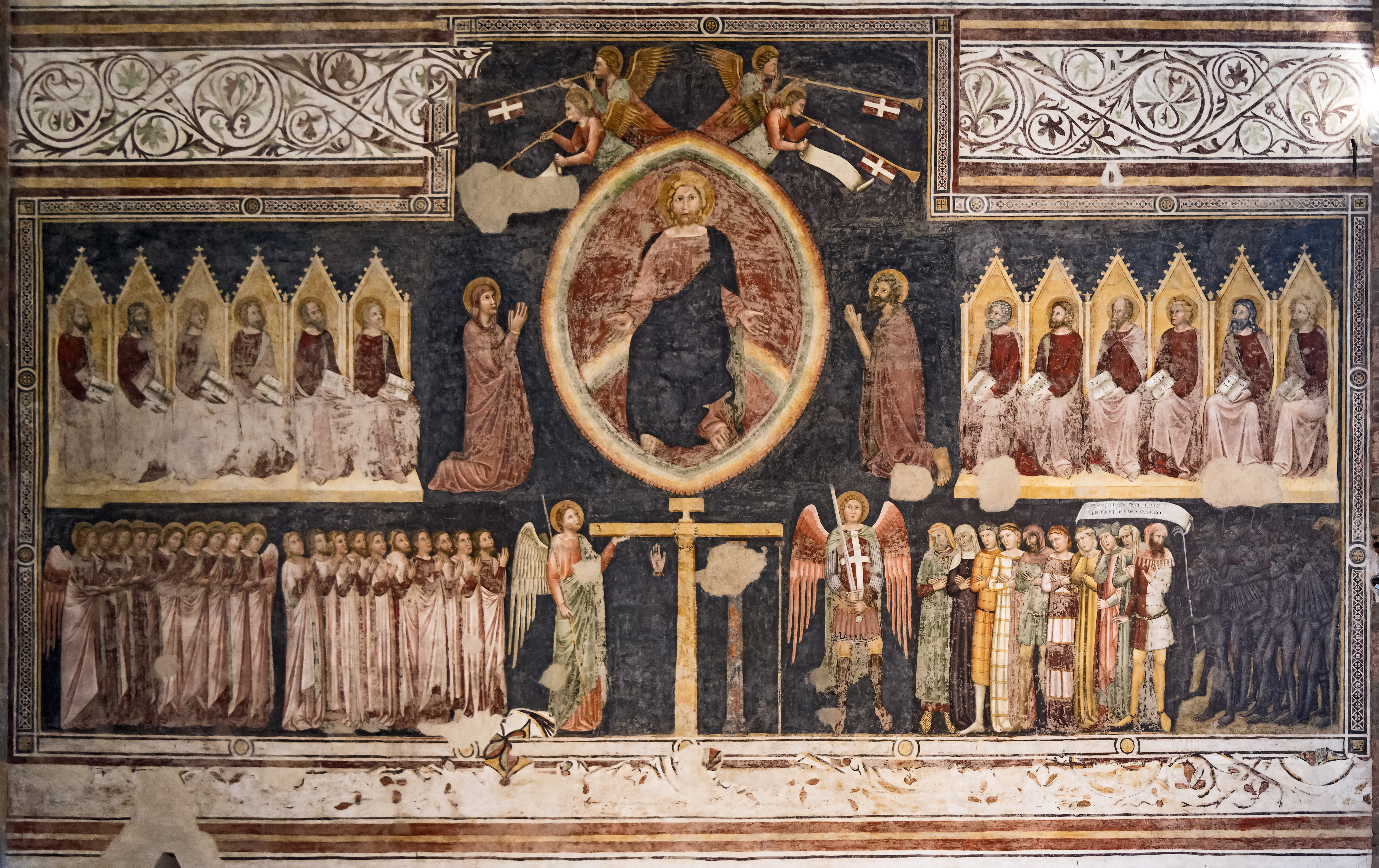
Fresk Sąd Ostateczny

Na prawej ścianie prezbiterium odsłonięto imponujący fresk przedstawiający Sąd Ostateczny, przypisywany Turone (1350). Malowidło zajmuje łączną powierzchnię około 34,35 m². U góry widoczny jest Sędzia pomiędzy Matką Boską, Świętym Janem Chrzcicielem oraz apostołami rozmieszczonymi na dole w dwóch grupach, po sześciu z każdej strony. W centrum pomiędzy dwoma aniołami znajduje się krzyż, a po bokach zbawieni, prowadzeni przez anioły (po lewej stronie) oraz potępieni, prowadzeni przez demony (po prawej).

##### Pomnik Cortesii Serego

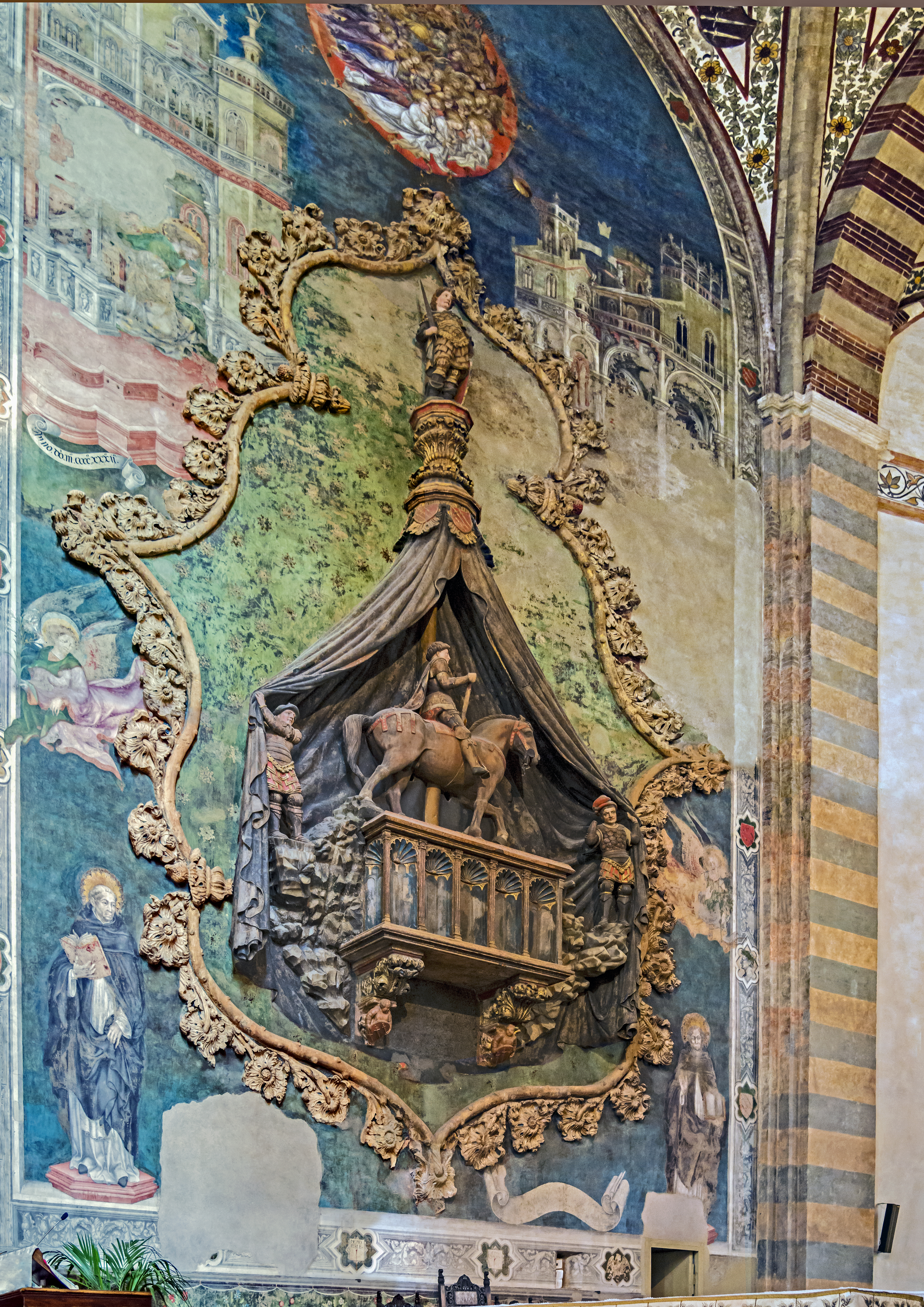
Pomnik Cortesii Serego. Powyżej fresk Zwiastowanie

Znajdujący się na lewej ścianie majestatyczny pomnik Cortesii Serego został wzniesiony w latach 1424–1429. Ostatnie ozdoby, zwłaszcza obrazy świętych dominikanów wokół mauzoleum, zostały dodane później. Autorstwo posągu Cortesii Serego na koniu przypisuje się Nanniemu di Bartolo, zwanemu Rosso lub Pietro di Niccolò Lambertiemu. Pomnik Cortesii Serego flankują stojące poniżej postacie: Świętego Dominika i Świętego Tomasza. Po lewej stronie, w pobliżu postaci Archanioła widoczne są wmurowane dwa duże żelazne haki, jeden powyżej i drugi poniżej rzeźbionych gałęzi. Były one wykorzystywane do utrzymywania się drewnianego sarkofagu zawierającego szczątki zmarłego, podobnie jak haki po przeciwległej stronie. Przed niewielkimi drzwiami w lewej ścianie, znajduje się niewielka komora, której otwór umożliwiał więźniom siedzącym w sąsiedniej kaplicy obserwowanie kapłana celebrującego mszę.
Wielki fresk przedstawiający scenę Zwiastowania przypisywany jest Stefano da Verona lub Michele Giambono. Prace przy jego odsłonięciu rozpoczęły się pod koniec 1941 roku, a zakończyły pod koniec kwietnia 1942.

#### Kaplica rodu Pellegrini
Kaplica Pellegrinich znajduje się na prawo od prezbiterium. Najwyższej próby marmurowy sarkofag, zdobiony insygniami rodu Pellegrini oraz rzeźbami, jest wsparty o ścianę po lewej stronie wejścia. Fresk nad grobowcem przedstawia Andreę Pellegriniego klęczącego przed Matką Bożą i świętymi. Autorstwo fresku przypisywane jest szkole Altichiero. Przed sarkofagiem Pellegrinich znajduje się inny, powstały w niezbyt odległej epoce. Jest ozdobiony herbami rodów Pellegrini i Bevilacqua. Imponujący fresk przedstawia trzy postacie oznaczone herbami rodu Bevilacqua, oddające cześć Matce Bożej z Dzieciątkiem. Są to: wojownik klęczący (po lewej stronie), wojownik modlący się (po prawej) i nieopodal niego klęczący chłopiec w stroju żołnierza. Pomnik powstał przypuszczalnie pod koniec XIV lub początku XV wieku. Na ścianach kaplicy umieszczone są słynne tabliczki z terakoty, przedstawiające 24 sceny z życia, męki i śmierci Chrystusa. Powstały one w XV wieku a ich autorstwo jest przypisywane Michele da Firenze lub szkole Lucca della Robbia. W kaplicy znajduje się również reliefowy pomnik barona Guglielmo De Bibra, ukazanego jako rycerz w pełnym uzbrojeniu, z halabardą w lewej ręce i hełmem z pióropuszem w prawej. U stóp rycerza leży lew, na bokach którego widnieją bliżej nieokreślone herby.

##### FreskŚwięty Jerzy i księżniczka

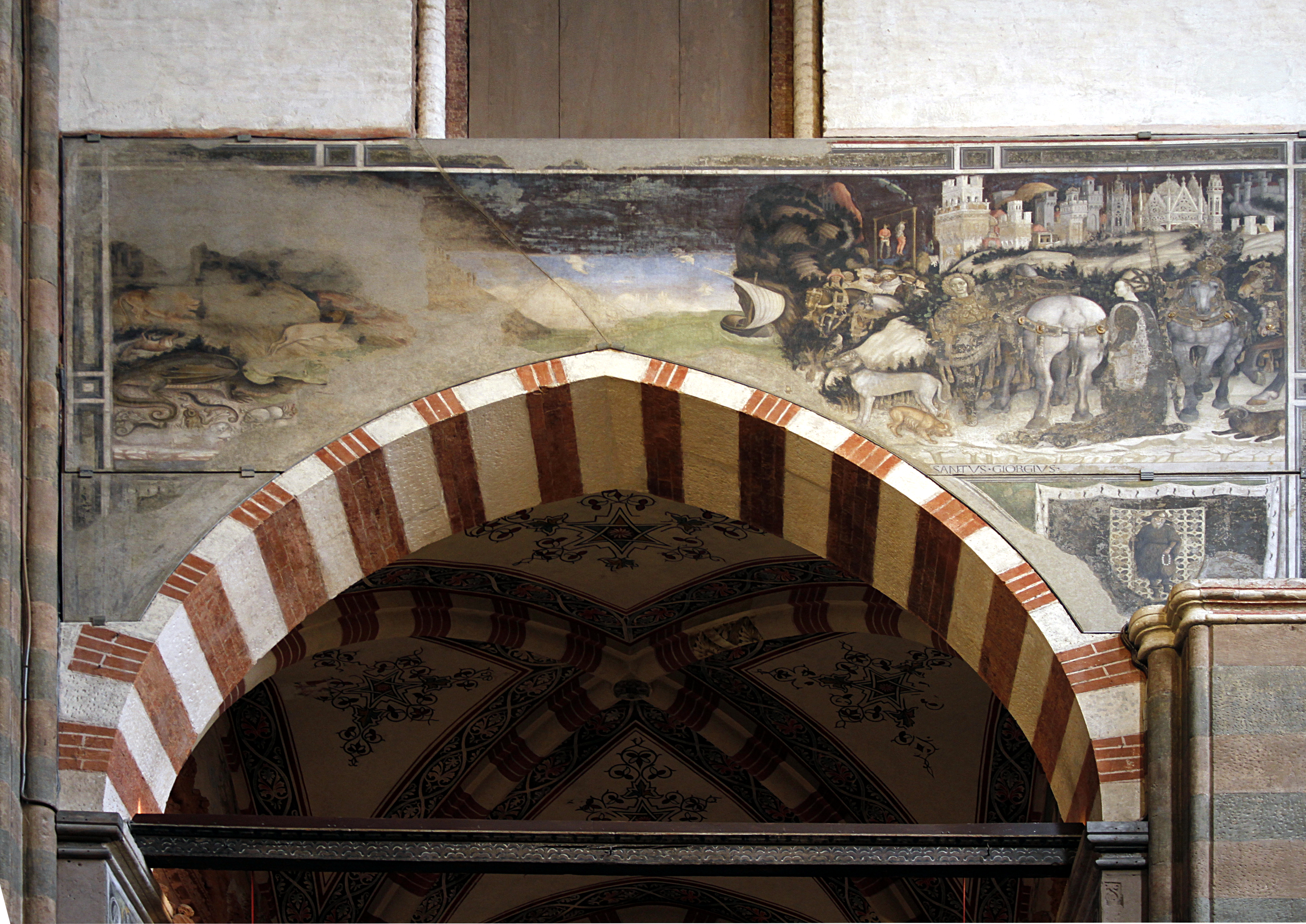
Wejście do kaplicy Pelegrinich. U góry widoczny fresk Pisanella Święty Jerzy i księżniczka

Pisanello, prawa część fresku Święty Jerzy i księżniczka, ok. 1433–1438

Na zewnątrz, nad wejściem do kaplicy Pellegrinich znajduje się słynny fresk Pisanella przedstawiający powrót Świętego Jerzego z wyprawy mającej na celu uwolnienie księżniczki Trebizondy z rąk demona. Zleceniodawcą fresku był Andrea Pellegrini. Pisanello namalował obraz w latach 1433–1438, a inspiracją stała się dla niego stała się historia zaczerpnięta ze Złotej legendy Jakuba de Voragine. Malowidło ma wymiary 223 x 620 cm. Obraz z biegiem czasu zaczął zanikać do tego stopnia, że wspaniały krajobraz po lewej stronie jest dzisiaj niezbyt widoczny. Widoczna jest natomiast zachwycająca postać księżniczki, która wydaje się pochodzić ze świata magii i baśni, jakim był gotyk międzynarodowy. Obok niej przy białym koniu stoi młody Święty Jerzy o twarzy okolonej jasnymi włosami. Ziemię wypełniają dziwne kwiaty i małe zwierzęta. Obraz należy do szczytowych osiągnięć Pisanella, który po powrocie z Rzymu znalazł się w pełni sił twórczych. Pokazał, iż przewyższył starego mistrza Gentile da Fabriano wypracowując własny język artystyczny, bazujący na czarach i magii, w którym senna atmosfera mitu rycerskiego, typowa dla gotyku międzynarodowego, współistnieje z wnikliwą obserwacją natury i studium sylwetek zwierzęcych.
Na filarach zewnętrznych widnieją czterej apostołowie: Piotr, Jan, Andrzej i Paweł, przypisywane Andrei Mantegni. Pozostałe obrazy pochodzą ze szkoły Altichiero.

#### Kaplica rodu Cavalli

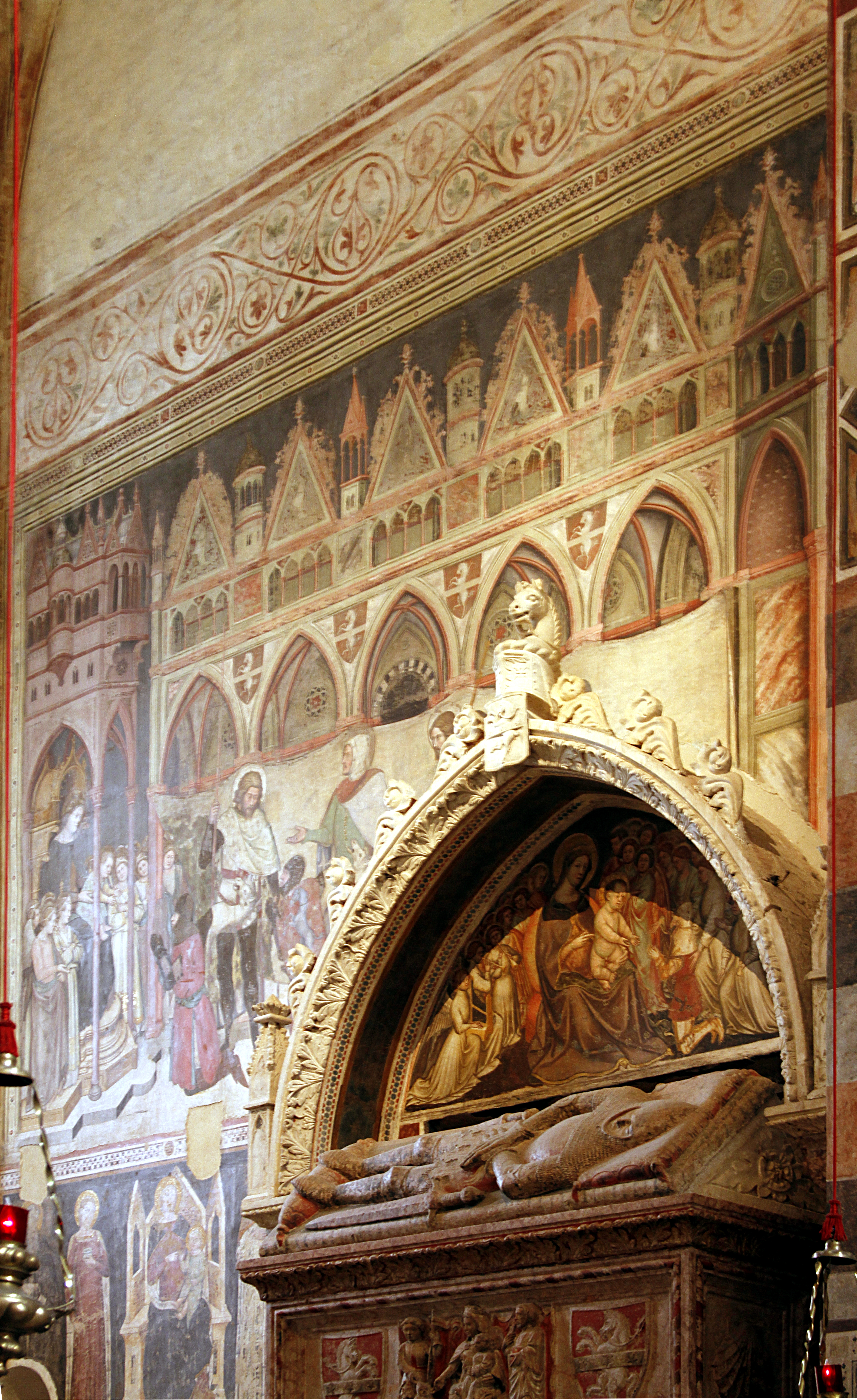
Freski w kaplicy Cavallich

Kaplica rodu Cavalli położona jest na prawo od kaplicy Pellegrinich. Fresk na jej prawej ścianie, będący dziełem Altichiero, przedstawia gotycki kościół, pod którego sklepieniem siedzi na tronie Najświętsza Maryja Panna otoczona aniołami i świętymi. Na kolanach trzyma Dzieciątko, wyciągające rączki kierunku trzech klęczących wojowników, którymi są trzej święci: Jerzy, Marcin i Jakub. Fresk należy do najbardziej znaczących dzieł wczesnej sztuki Werony i powstał wcześniej, niż znajdujący się obok grobowiec Federica Cavalli, wykonany z czerwonego kamienia. Fresk w lunecie pod pawilonem, przypisywany szkole Altichiero, przedstawia Maryję z  Dzieciątkiem witającym  Federico Cavalliego. Dwa groby pod pomnikiem Cavallego są ozdobione szlacheckim orężem. Na ścianach kaplicy są również inne freski, w tym Cud Świętego Eligiusza i Święty Krzysztof, oba przypisywane Martinowi da Verona oraz fresk anonimowego malarza bolońskiego z końca XIX wieku, przedstawiający Chrzest Chrystusa. Ołtarz kaplicy zdobią liczne rzeźby, posągi i złocenia; malowidła są dziełem Liberale da Verona. Na lamperiach piedestałów czterech kolumn znajdują się wizerunki proroków i Sybilli.

#### Kaplica rodu Lavagnoli pw. Świętej Anny

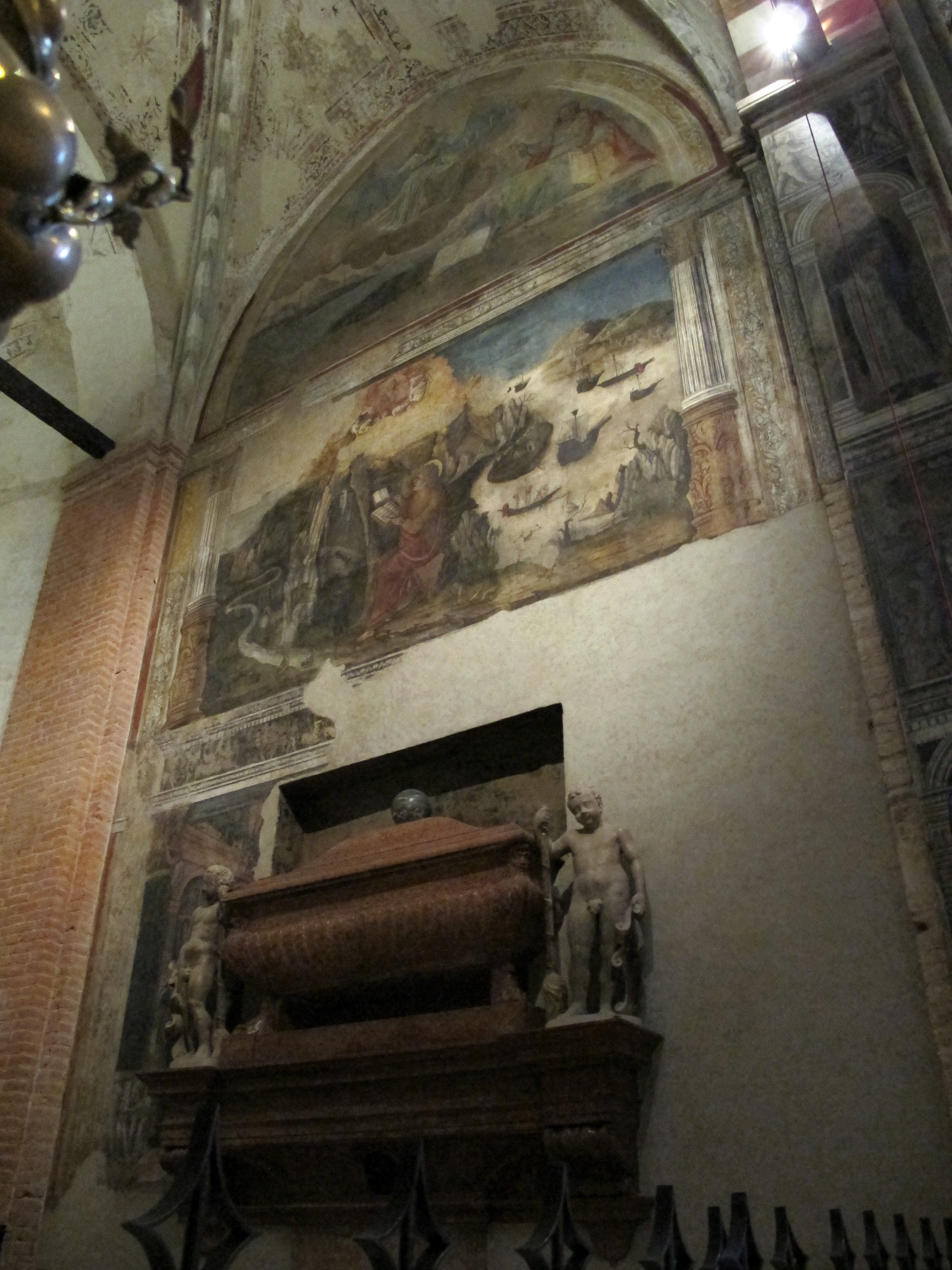
Kaplica rodu Lavagnoli

Znajduje się po lewej stronie prezbiterium. Zachowana w doskonałym stanie, zawiera elegancki, choć nieco ciężki sarkofag, ulokowany po prawej stronie, flankowany dwoma postaciami trzymającymi insygnia arystokratyczne rodu Lavagnoli. Wystrój utrzymany jest w stylu klasycznym, a drzwi w barokowym. Po lewej stronie jest inny grobowiec, z napisem na insygniach rodowych „fatis agimur”. Na ścianie kaplicy znajdują się freski z XV–XVI wieku, przypisywane Giovanniemu Marii Falconetto; są to, od góry: Jezus powołujący pierwszych apostołów, Ukrzyżowanie i Jezus wkraczający do Kafarnaum.

#### Kaplica rodu Salerni
Znajduje się na lewo od kaplicy rodu Lavagnoli. Początkowo należała do pochodzącego z Pistoi rodu Salerni, po czym przeszła w ręce rodów Molinari i Mugnai, by ostatecznie przypaść dominikanom. W latach 1879–1881 została odrestaurowana. Znajduje się w niej grobowiec Giovanniego Salerniego. Freski, zdobiące ściany kaplicy, pochodzą z przełomu XIV i XV wieku i są przypisywane, w zależności od badaczy, szkole Altichiero, Bonaventurze Boninsegni lub Stefano da Zevio.

#### Zakrystia. Kaplica rodu Giusti

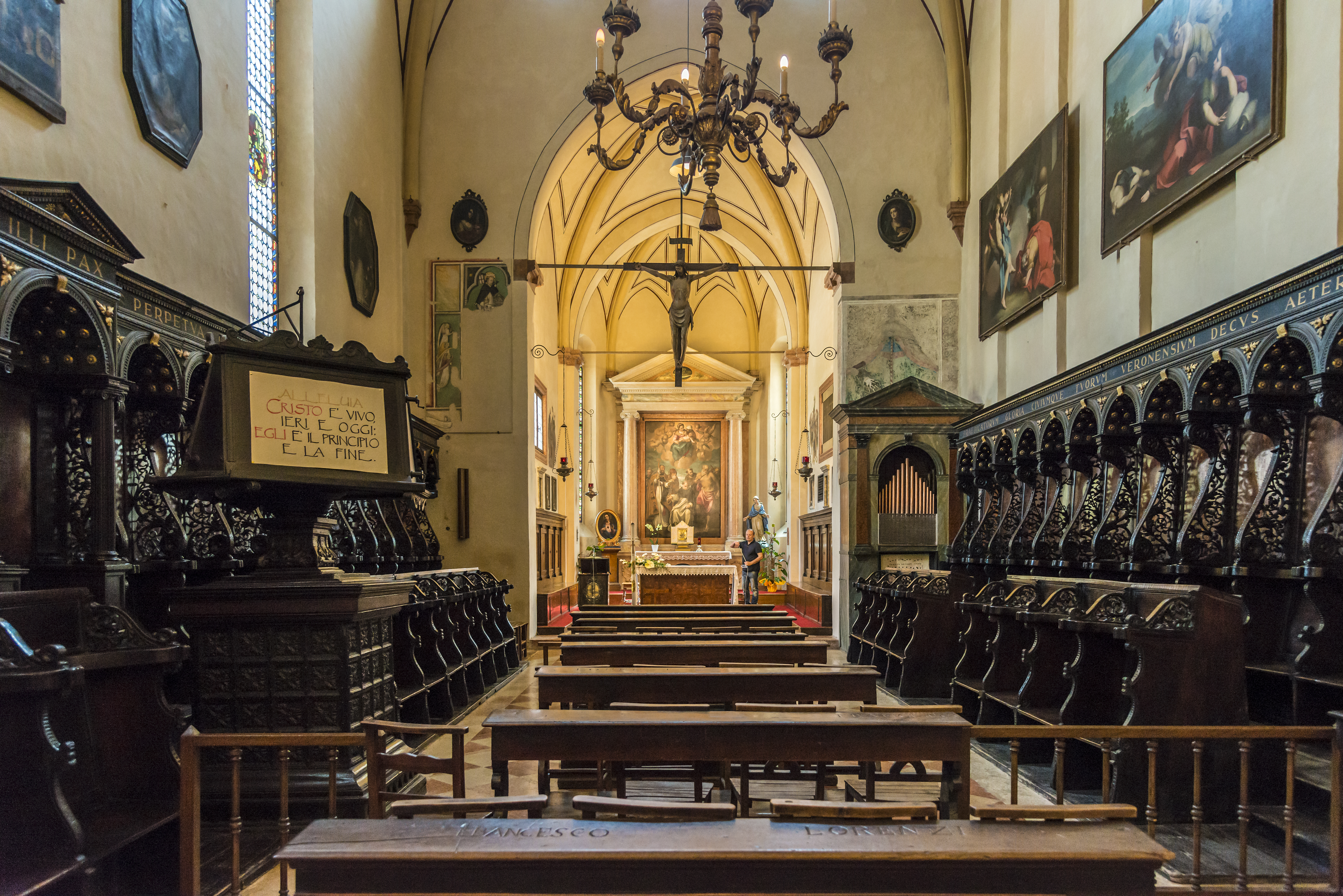
Kaplica rodu Giusti

Z kaplicy Salernich gotyckie drzwi prowadzą do kaplicy rodu Giusti, w której pierwotnie znajdowała się zakrystia. Teren ten był początkowo przeznaczony dla pochówków. Kaplica została zbudowana w 1453 roku przez rodzinę Giusti. Duże okna pochodzą z około 1460 roku; nad jednym z nich znajdują się insygnia rodowe Giustich. Agostino Giusti w 1600 roku umieścił w tej kaplicy cenny depozyt składający się z długiego pasa i zawierającej osiem woskowych tabliczek książki, które, jak się tradycyjnie uważa, należały do Świętej Elżbiety, królowej Węgier. Obraz ołtarzowy, namalowany przez  Felice Brusasorzi, przedstawia Matkę Bożą w otoczeniu świętych o imionach nawiązujących do imion trzech członków rodu Giustich. Na ścianach kaplicy wisi kilka obrazów, w tym: Święty Dominik w chwale z aniołami (przypuszczalnie pędzla Alessandra Turchiego, zwanego Orbetto) oraz Abraham i trzej aniołowie i Agar uratowana przez Anioła (pędzla Antonia Balestry). Na ścianach zewnętrznych wiszą obrazy Farinatiego (Cud św Jacka), Turchiego (Złożenie Jezusa do grobu) i Liberale (Święta Cecylia). Na prawo od wejścia znajduje się grobowiec Giacomo Beccucciego. Po obu stronach drzwi widnieją freski, pochodzące przypuszczalnie z XIV wieku. Pod ścianami kaplicy stoją zabytkowe, drewniane stalle, inspirowane wyraźnie dziełem Giovanniego da Verona z pobliskiego kościoła Santa Maria in Organo. Pod stropem kaplicy wisi ster okrętowy, przywieziony przez zwycięzców w bitwie pod Lepanto, jako dar dla Matki Bożej Różańcowej.

#### Kaplica Różańcowa

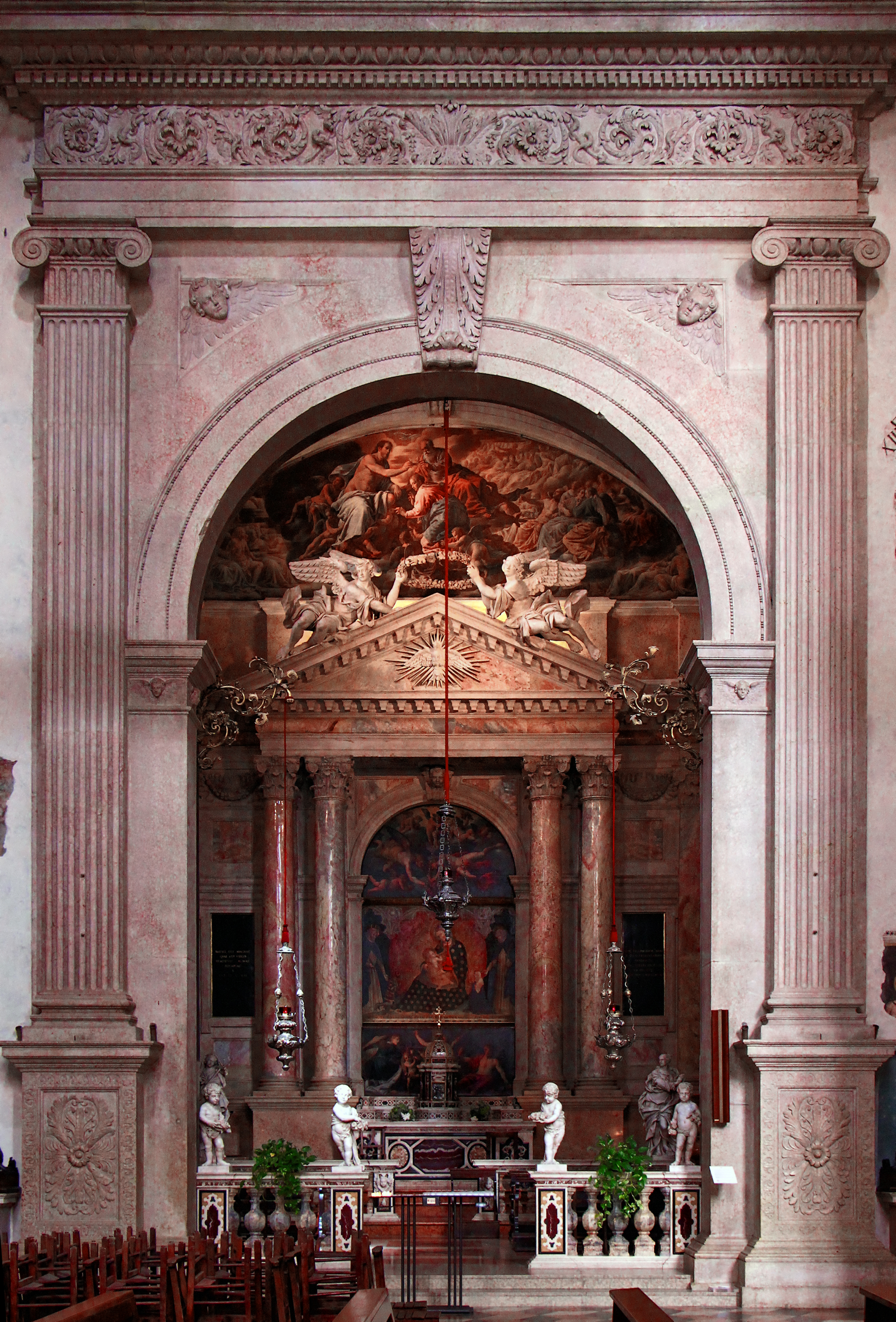
Kaplica Różańcowa

Kaplica Różańcowa położona jest nieopodal zakrystii, w narożniku pomiędzy lewym transeptem a nawą boczną. Została zbudowana w latach 1585–1596 dla uczczenia zwycięskiej dla chrześcijan bitwy pod Lepanto przez Domenica Curtoniego, krewnego i ucznia Michele Sanmicheli. Obraz ołtarzowy składa się zasadniczo z XIV-wiecznego fresku, który został oddzielony od ściany i naniesiony na płótno, zaś jego partia centralna została umieszczona na drewnie. Ponieważ był zbyt duży w nowym miejscu, został zagięty na krawędziach. Obraz ma 2 m wysokości i 2,90 m szerokości. Jego tematem jest Madonna z Dzieciątkiem pomiędzy Świętymi: Piotrem Męczennikiem (z prawej strony widza) i Dominikiem (z lewej). W pobliżu obu świętych klęczą w akcie adoracji: władca Werony Mastino II della Scala i jego małżonka, Taddea da Carrara. W rąbku szaty Matki Bożej został przedstawiony księżyc.
Fresk Gloria w lunecie ponad ołtarzem namalował Alessandro Turchi. On też jest autorem obrazu przedstawiającego anioły, umieszczonego pod obrazem ołtarzowym i częściowo zasłoniętym przez tabernakulum ołtarza. Obraz z lewej strony ołtarza przedstawia Modlitwę Jezusa w Ogrójcu pędzla Pietra Bernardiego, a prawej Biczowanie Jezusa pędzla Claudia Ridolfiego.

#### Ołtarz rodu Centrego pw. Świętego Tomasza z Akwinu

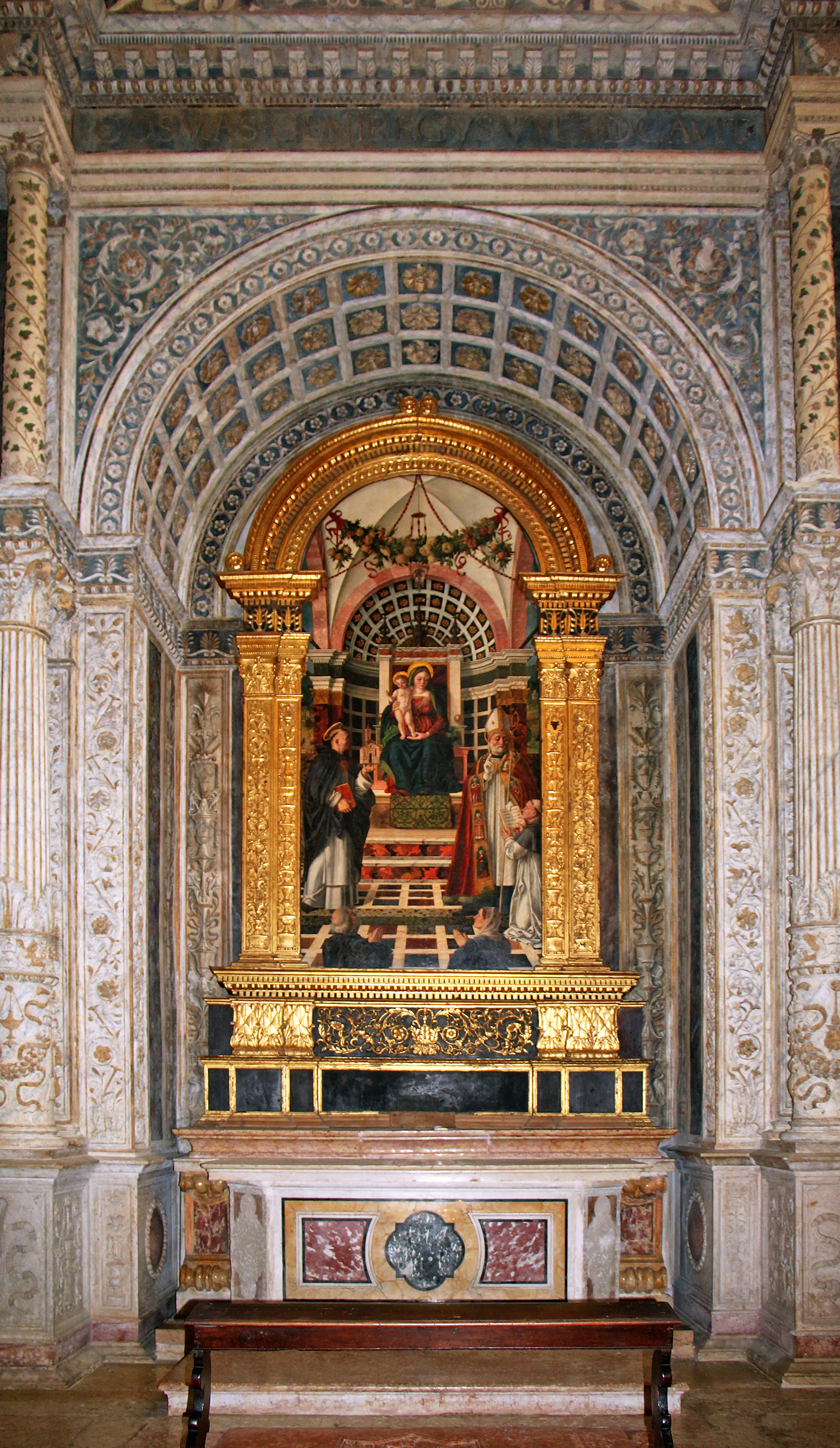
Ołtarz rodu Centrego

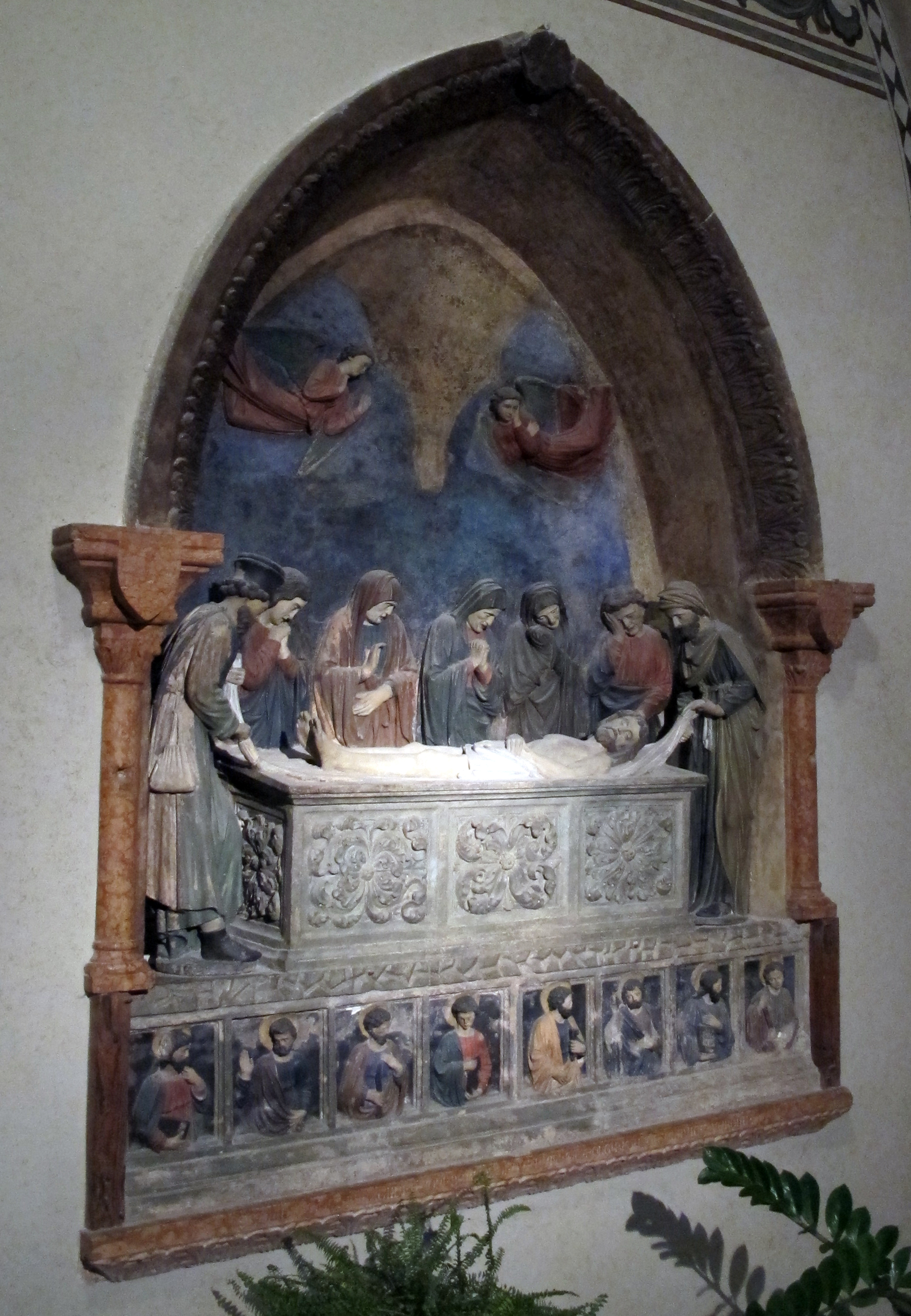
Grobowiec Gianesello di Folgaria

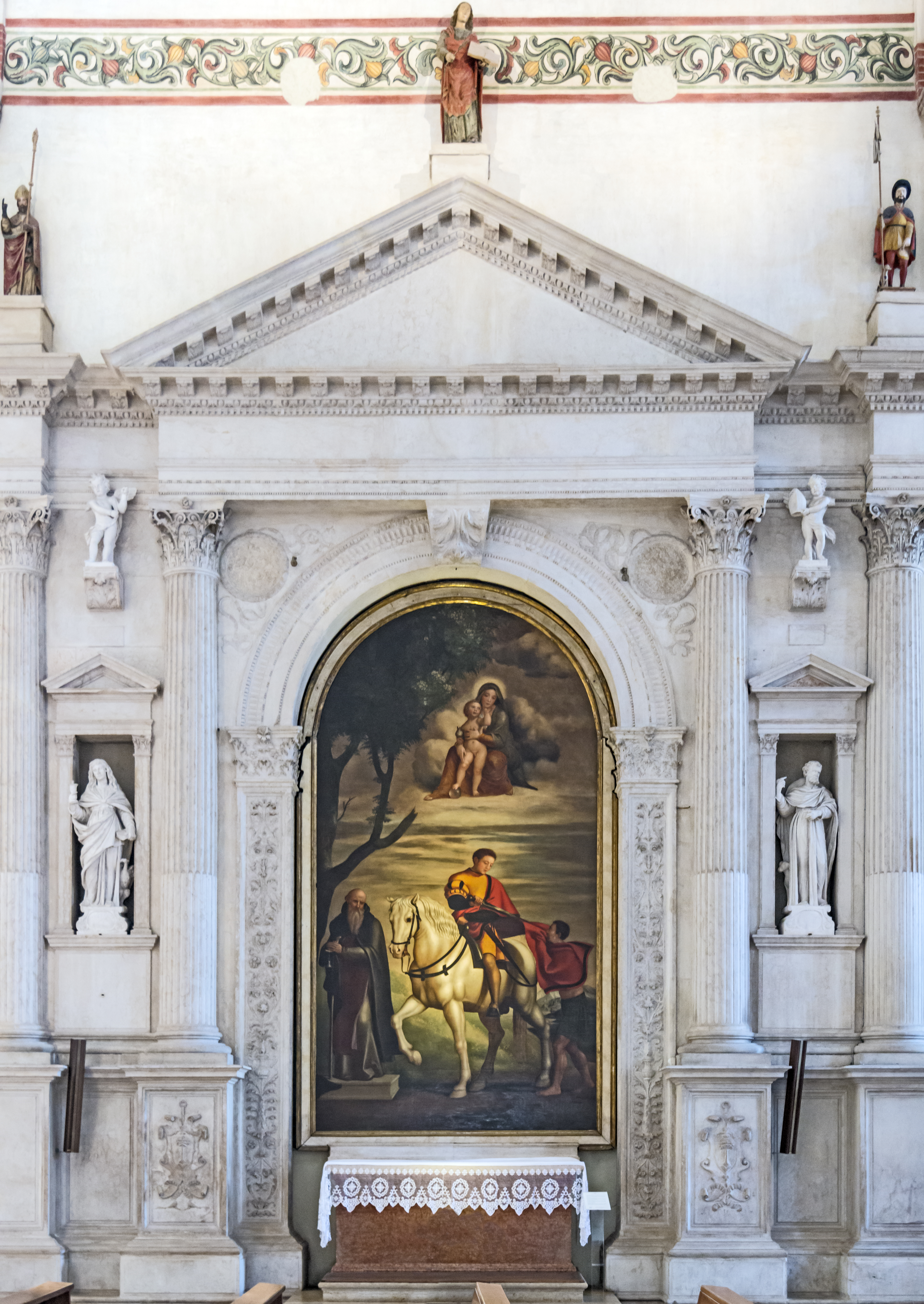
Ołtarz rodu Pindemonte

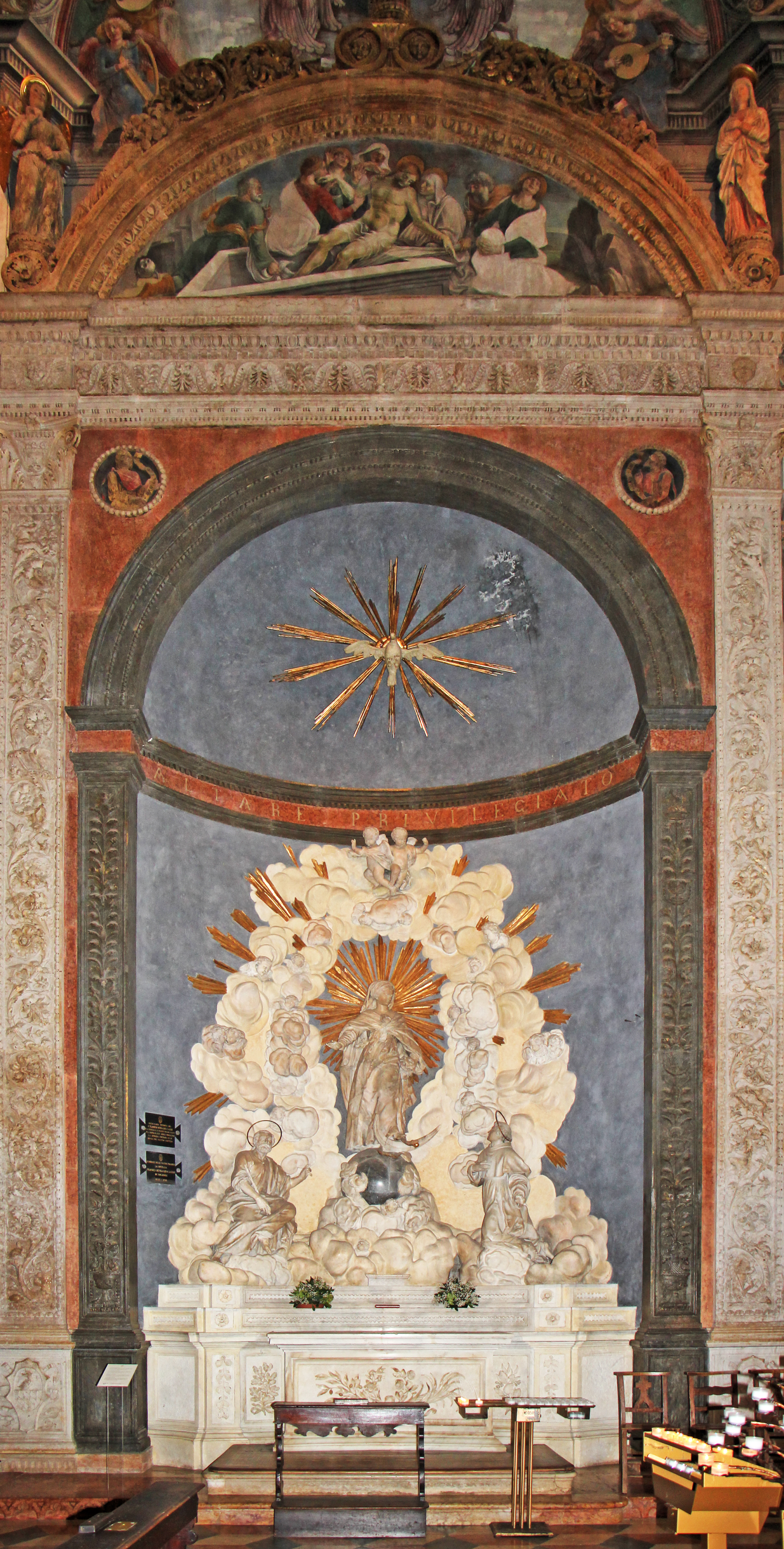
Ołtarz rodu Bevilacqua-Lazise

Ołtarz Świętego Tomasza z Akwinu znajduje się w prawym transepcie, umieszczony jest centralnie, na jego styku z nawą główną. Wcześniej na jego miejscu znajdował się grobowiec. Na ścianie wisiał dawniej obraz pędzla Paolo Morando zwanego Cavazzola, przedstawiający Świętego Pawła, Świętego Dionizego i licznych wiernych, trzymających w rękach serce z napisem IS; obraz obecnie znajduje się w zakrystii po prawej stronie ołtarza. Ołtarz dedykowany Świętemu Tomaszowi z Akwinu znajdował się w tym miejscu od XV wieku, ale został odnowiony przez ród Centrego w stylu renesansowym w latach 1488–1502. Obraz ołtarzowy obramiony jest dwiema podwójnymi kolumnami, których trzony, jak również trzony kolumn flankujących cały ołtarz ozdobione są ornamentem roślinnym, składającym się z gałązek i kwiatów. W skład ołtarza wchodzi urna flankowana na górze dwoma kandelabrami oraz imponujący obraz pędzla Girolamo dai Libri, przedstawiający Madonnę na tronie ze Świętym Augustynem i Świętym Tomaszem z Akwinu, trzymającym w ręku model kościoła podobny do bazyliki Sant’Anastasia. Na pierwszym planie widoczne są postacie donatorów ołtarza: Orsoliny Cipolli i Cosimo Centrego. Łuk nad ołtarzem udekorowany został girlandom owocowym. Obraz wykazuje liczne podobieństwa do poliptyku San Zeno Andrei Mantegni z bazyliki San Zeno Maggiore, jak przykładowo pozycja Madonny podtrzymującej stopy Dzieciątka dłonią lewej ręki, girland owocowy, wieńczący ołtarz, czy dekoracyjne obramienie ołtarza.

#### Kaplica Świętego Krzyża
Kaplica usytuowana jest w narożniku pomiędzy prawym transeptem a nawą boczną. Stanowi ona najstarszą część kościoła, ponieważ, jak się przypuszcza, wznosi się na pierwotnym miejscu longobardzkiego kościoła, dedykowanego Świętej Anastazji. Zewnętrzna konstrukcja budowli wskazuje, iż powstała ona pod koniec XIII wieku. Pilastry przed kaplicą i wieńczący je łuk pochodzą z XV wieku. Pomnik Grobu Świętego z grupą Piety reprezentuje natomiast sztukę XIV wieku. W grobowcu, datowanym na 1433 rok, spoczywa Gianesello di Folgaria. Na podstawie grupy Piety widnieje płaskorzeźba przedstawiająca ośmiu apostołów. Krucyfiks stanowi przykład znakomitej rzeźby w drewnie, pochodzącej przypuszczalnie w XV wieku. Pierwotnie znajdował się w lektorium przed ołtarzem głównym, a po jego rozebraniu został umieszczony w obecnej kaplicy. Podczas renowacji sponsorowanej przez Jacopo Biadego kaplica została zaniedbana, a znajdujący się w niej obraz, przypisywany Benaglio, został przeniesiony do kaplicy Cavallich. Pośrodku kaplicy, na posadzce, znajduje się grobowiec z herbem Pellegrinich, opatrzony datą: „anno 1572”. W pobliżu kaplicy, przy skrzyżowaniu naw znajdują się trzy grobowce, z których środkowy jest dziełem tego samego rzeźbiarza, który wykonał nagrobek rodu Salernich.

#### Ołtarz rodu Mazzoleni pw. Świętej Róży z Limy
Utrzymany w stylu barokowym ołtarz, dedykowany Świętej Róży z Limy, nie ma większej wartości historycznej lub artystycznej. Został przypuszczalnie zbudowany w 1592 roku przez rodzinę Mazzoleni. W XVII wieku ołtarz dedykowano Świętemu Rajmundowi z Penyafort, ale w połowie XVIII wieku zmieniono wezwanie na Świętej Róży z Limy. Obraz namalował w drugiej połowie XVIII wieku Giovanni Ceffis. Po lewej stronie drzwi bocznych wisi obraz pędzla Liberale da Verona przedstawiający Święte: Magdalenę, Katarzynę i Toskanę. Również i w tej kaplicy, na kolumnie naprzeciwko, znajdują się freski z XIV wieku, przedstawiające świętych.

#### Ołtarz rodu Pindemonte pw. Świętego Marcina
Pierwotnie na miejscu dzisiejszego ołtarza Świętego Marcina znajdowały się drzwi, prowadzące na via Sottoriva. Budowę ołtarza zlecił w 1541 roku Florio Pindemonte, co potwierdza napis na jego grobowcu rodzinnym. Ołtarz jest daleką imitacją starożytnego Arco dei Gavi. Obraz ołtarzowy przedstawiający Świętego Marcina, oddającego swój płaszcz ubogiemu oraz Madonnę powyżej, wyszedł spod ręki Giovan Francesco Caroto. Mensa ołtarzowa ma kształt dużej arki z czerwonego marmuru. Po prawej stronie, pod ścianą wzniesiono niewielki pomnik na cześć Isotty Nogaroli Pindemonte, opatrzony napisem laudacyjnym. Na jednej z kolumn nawy znajdują się freski z XIV wieku, przedstawiające Madonnę pomiędzy świętymi.

#### Ołtarz rodu Bevilacqua-Lazise pw. Niepokalanego Poczęcia
Ołtarz, zbudowany przez P. Bonaveri, nosił początkowo wezwanie Świętej Marii Magdaleny. Charakter zdobiących go u góry płaskorzeźb wskazuje, że jego powstanie można datować na koniec XV wieku. Fresk w lunecie jest dziełem Liberale da Verona. W ołtarzu znajdował się niegdyś obraz przedstawiający Święte: Magdalenę, Katarzynę i Toskanę, który obecnie wisi przy drzwiach bocznych kościoła. Na zewnątrz kaplicę zdobią freski mające za temat Złożenie Jezusa do grobu  i Chwałę aniołów. Rzeźba ołtarzowa Niepokalane Poczęcie jest dziełem Orazia Marinali i została tu przeniesiona na początku XIX wieku z Oratorio della Concezione, znajdującego się koło kościoła Santa Maria in Chiavica. Imposty i łuk wykonano z marmuru i ozdobiono rzeźbami. Po prawej stronie znajduje się grób Francesco Ornano.

#### Ołtarz Świętego Wincentego Ferreriusza
Ołtarz pierwotnie zdobiły herby rodów Manzini i Maffei. Został on poświęcony Trójcy Świętej. Obraz ołtarzowy przedstawiający Świętego Wincentego Ferreriusza namalował Pietro Rotari. W ścianie, po lewej stronie ołtarza, znajduje się niewielki pomnik w formie popiersia ustawionego na urnie, poświęcony pamięci Vincenzo Pisaniego, podesty Werony w 1757 roku. Obramowujący ołtarz marmurowy relief wykonał Pietro da Porlezza.

#### Ołtarz rodu Fregoso pw. Najświętszego Zbawiciela
Ostatni z ołtarzy po prawej stronie, nieopodal wejścia. Na jego miejscu była dawniej kaplica Świętego Krzyża; Obecny ołtarz rodu Fregoso powstał w 1565 rokuj jest dziełem Danese Cattaneo, jednego z najbardziej znanych uczniów Jacopo Sansovino. W jego centrum stoi statua Zbawiciela, ceniona ze względu na swoje delikatne kształty, ściśle odpowiadające anatomii człowieka. Dzieło ze względu na swą urodę wywarło niegdyś wrażenie na Giorgio Vasarim. XVI-wieczny posąg po lewej stronie jest podobizną doży Genui Giano II.

#### Ołtarz rodu Miniscalchi pw. Ducha Świętego
Obraz w ołtarzu namalował Niccolò Giolfino w 1436 roku na zlecenie zamożnego i sławnego rodu Miniscalchi. Malowidło przedstawia wydarzenia Pięćdziesiątnicy. Tematem obrazu w predelli jest cud Świętego Dominika. Po prawej stronie ołtarza znajduje się grobowiec rodu Miniscalchi, opatrzony datą 1518. Poniżej są insygnia rodowe.

#### Ołtarz Świętego Rajmunda z Penyafortu
Ołtarz Świętego Rajmunda z Penyafortu nosił początkowo wezwanie Świętego Wincentego, a następnie Świętego Pawła Apostoła. Pierwotny obraz ołtarzowy pędzla Paolo Farinatiego poświęcony został kanonizowanemu w 1594 roku Świętemu Jackowi i przedstawiał wskrzeszenie zmarłego dokonane przez Świętego. Został on później usunięty i zastąpiony obrazem dedykowanym Świętej Róży z Limy. Obecny obraz ołtarzowy namalował Felice Brusasorzi, a ukończył Alessandro Turchi.

#### Ołtarz rodu Faella pw. Świętego Erazma
Ołtarz Świętego Erazma cechuje klasyczna oprawa. Na piedestałach kolumn zewnętrznych wyrzeźbiono insygnia szlacheckie rodu Faella. Obraz w ołtarzu Boski Zbawiciel pomiędzy Świętym Jerzym a Świętym Erazmem namalował Nicolò Giolﬁno. W tle widać męczeństwo świętego biskupa. Obraz jest podpisany trzema początkowymi literami, oznaczającymi imię i nazwisko artysty oraz jego ojczyznę: N (icolaus) J (ulfinus) V (eronensis).
Za ołtarzem, przy ścianie, znajduje się marmurowy pomnik ku czci matematyka i uczonego Giuseppe Torellego, wyrzeźbiony przez Francesco Zoppiego według projektu M. Castellazziego.

#### Ołtarz rodu Boldieri pw. Świętego Piotra Męczennika
Ostatni z ołtarzy, usytuowany po lewej stronie wejścia został zbudowany przez fizyka Gerardo Boldieri. Jego grobowiec w formie arki znajduje się na lewo od ołtarza, na wewnętrznej ścianie fasady kościoła. Nawiązuje on do lokalnych, tradycyjnych form grobowców w Weronie, gdzie sarkofag jest prawie zawsze przykryty niewielkim zadaszeniem. Na przedniej ścianie sarkofagu widnieje rzeźba Piety. Sam ołtarz pochodzi z XV wieku. Znajdują się w nim trzy wyrafinowane artystycznie posągi: Świętego Piotra Męczennika w centrum oraz Świętych Sebastiana i Rocha po bokach. Ołtarz wieńczy rzeźba Madonny z Dzieciątkiem. Obrazy nad ołtarzem, przedstawiające Maryję i Świętego Jana Apostoła pod Krzyżem, namalował przypuszczalnie Francesco Morone. Apsydę ołtarzową zdobią freski: Koronacja Maryi oraz, powyżej, Chrystus Zmartwychwstały, przypisywane Antoniowi Badile II, synowi Giovanniego Badile, który pół wieku wcześniej pokrył freskami sklepienie nawy głównej.

#### Organy

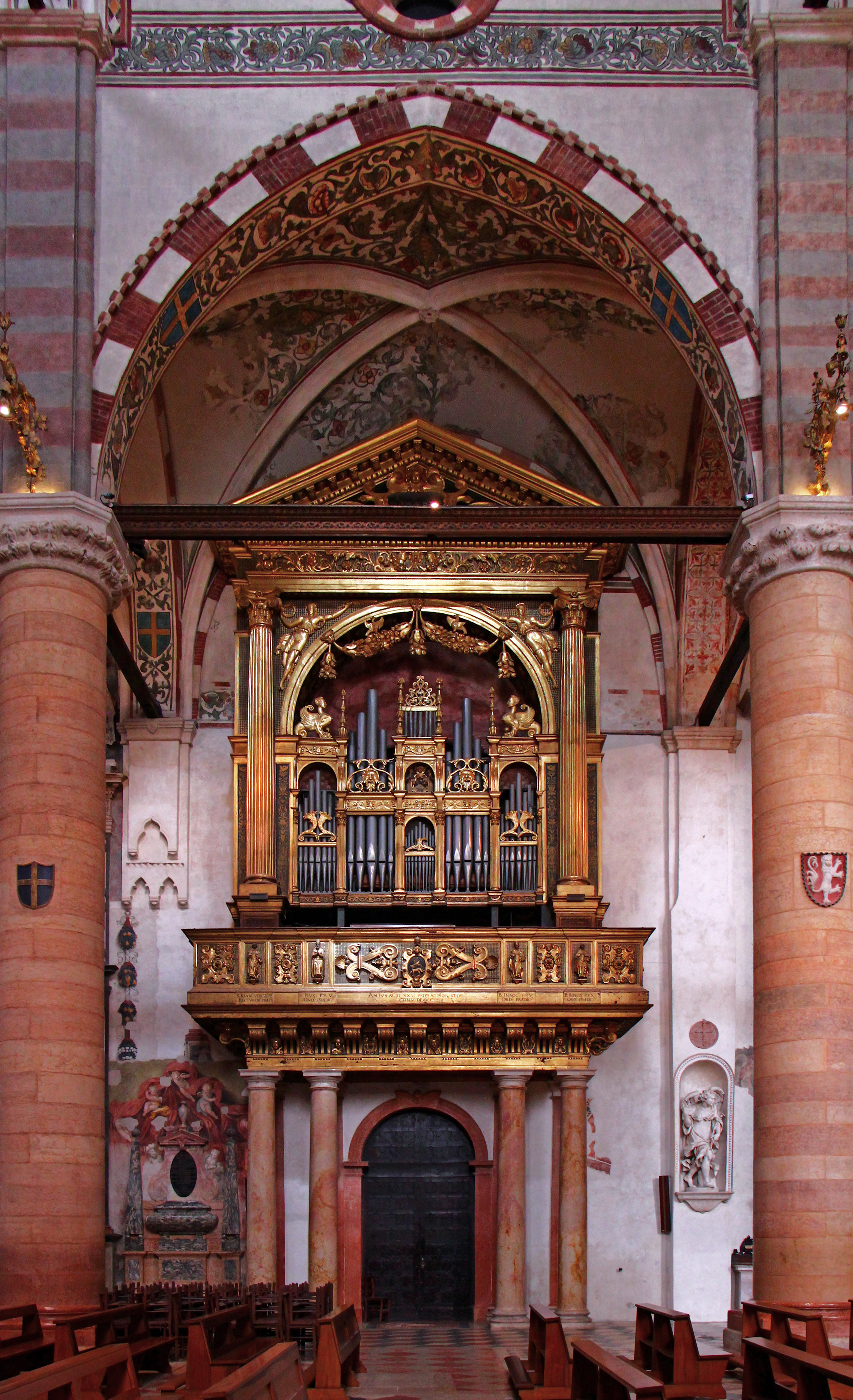
Organy

Organy znajdują się w lewej nawie, pomiędzy Kaplicą Różańcową a ołtarzem rodu Minischalchi. Empora organowa wspiera się na czterech kolumnach, pomiędzy którymi znajdują się boczne drzwi. Portal organowy pochodzi z 1625 roku. Złocenia fasady i zdobienia przedstawiające pontyfików i świętych dominikańskich są dziełem Andrei Scudellino, wykonanym na zlecenie mnicha dominikańskiego Vincenzo Squarcialupi. Sam instrument organowy zbudował w 1937 roku weroński organmistrz Domenico Farinati. Organy, poddawane wielu modyfikacjom na przestrzeni dziejów, mają obecnie około 2500 piszczałek. Ich klawiatura składa się 2 manuałów i pedału. Traktura gry jest pneumatyczna.

#### Chrzcielnice
Na wprost wejścia stoją dwie chrzcielnice, których podstawy maja formę tzw. „garbusów” (gobbi). Chrzcielnicę po lewej stronie wyrzeźbił w 1495 roku Gabriele Caliari, zwany Veronese. Według lokalnej tradycji dotknięcie „garbusa” miało przynosić szczęście. Chrzcielnicę po prawej stronie wyrzeźbił w 1591 roku Paolo Orefice. Jest ona nieco większa, niż chrzcielnica z lewej strony i bogata w detale.

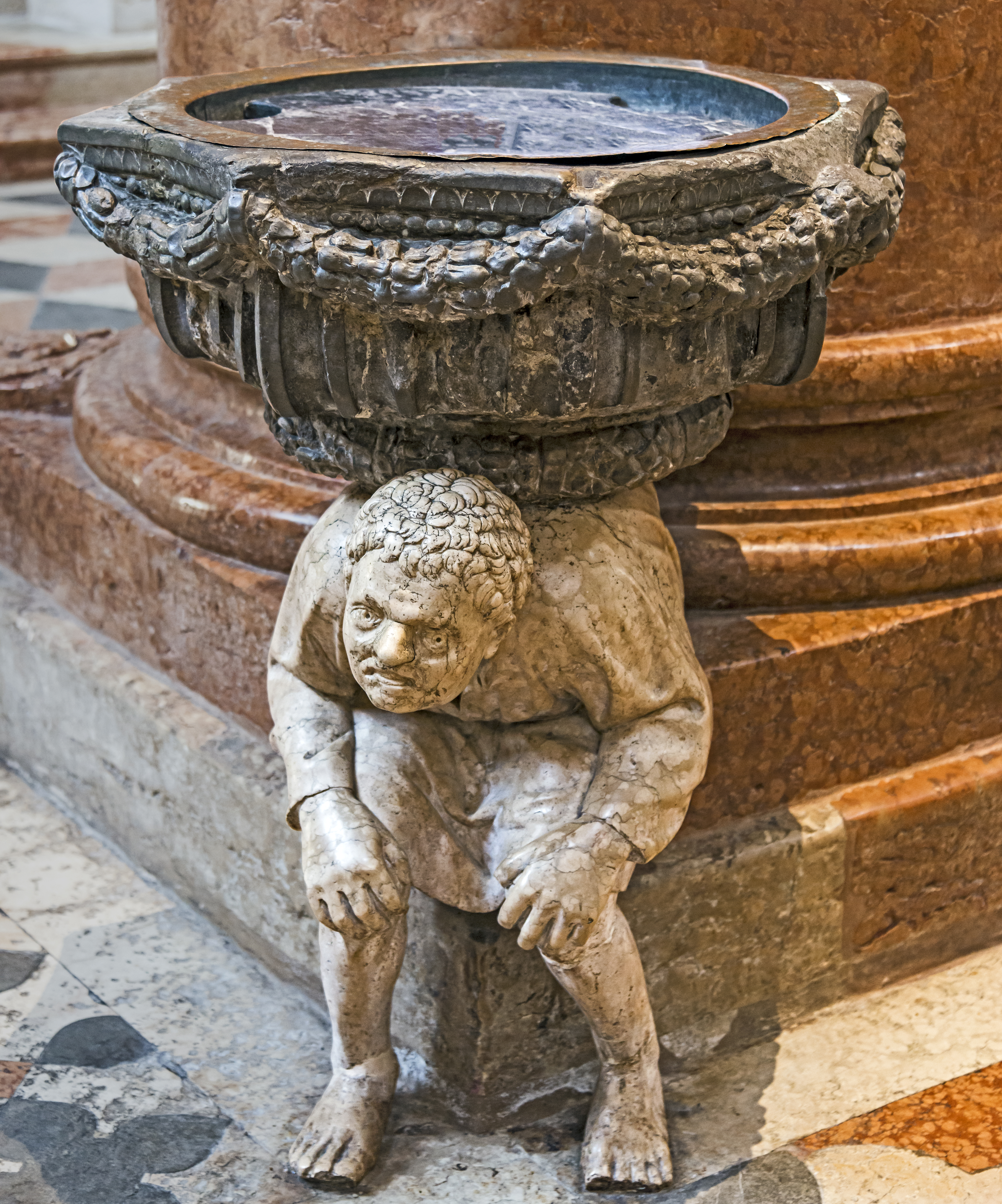
Chrzcielnica po lewej stronie
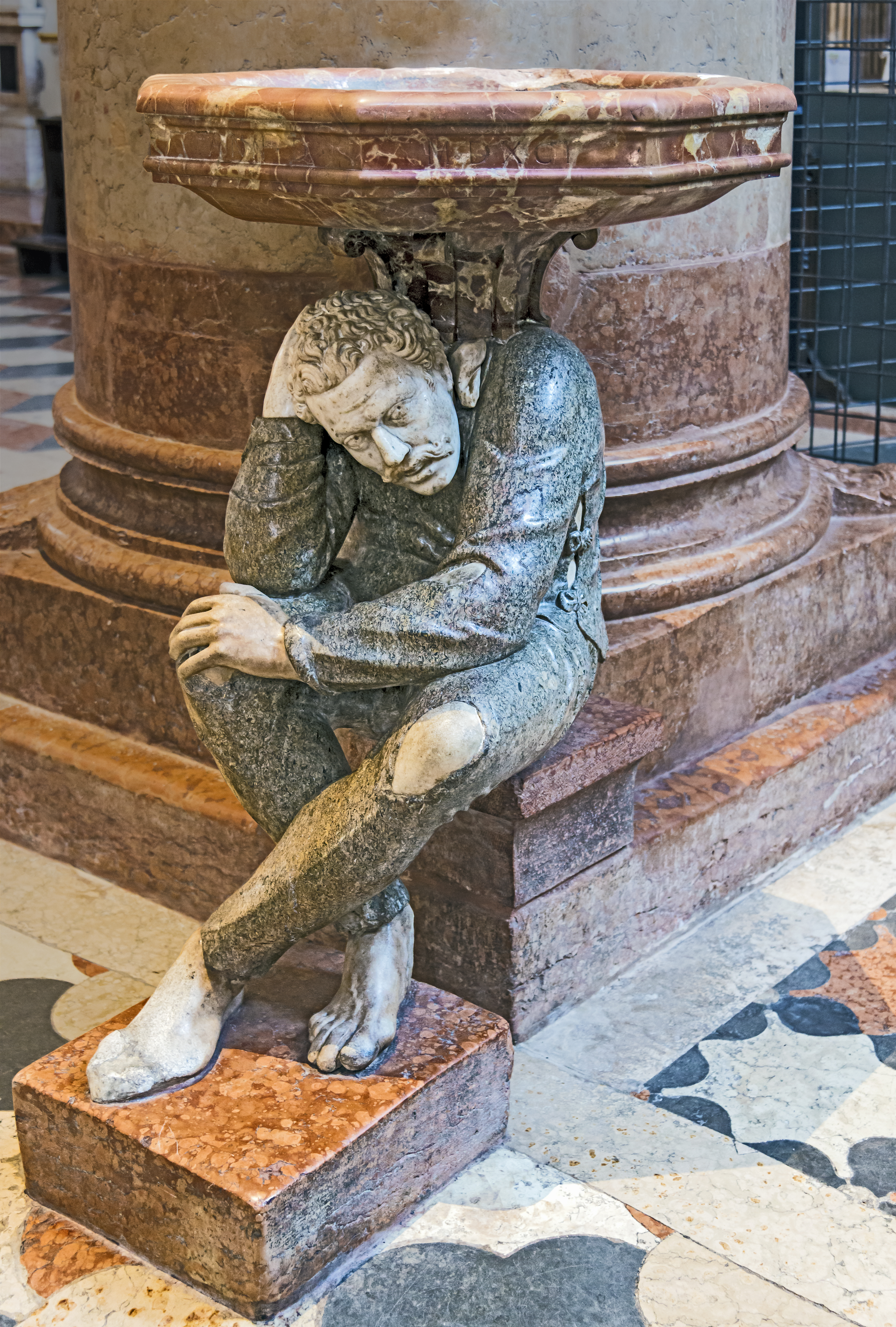
Chrzcielnica po prawej stronie

#### Posadzka
Posadzka kościoła pochodzi z 1462 roku i jest trójkolorowa; biel i czerń nawiązują do szat dominikanów, zaś czerwień – do Świętego Piotra Męczennika.